# Ghosts (Big Wreck)
Ghosts è il quarto album in studio del gruppo rock canadese-statunitense Big Wreck, pubblicato nel 2014.

## Tracce
1. A Place to Call Home – 7:41
2. I Digress – 4:32
3. Ghosts – 6:11
4. My Life – 4:27
5. Hey Mama – 6:19
6. Diamonds – 5:09
7. Friends – 5:45
8. Still Here – 7:47
9. Break – 5:29
10. Off and Running – 5:10
11. Come What May – 3:14
12. War Baby – 7:03
13. A Place to Call Home (Reprise) – 1:07

## Formazione
- Ian Thornley – voce, chitarra, tastiera
- Brian Doherty – chitarra
- Paulo Neta – chitarra
- David McMillan – basso
- Chuck Keeping – batteria, percussioni